# VHS迴帶機

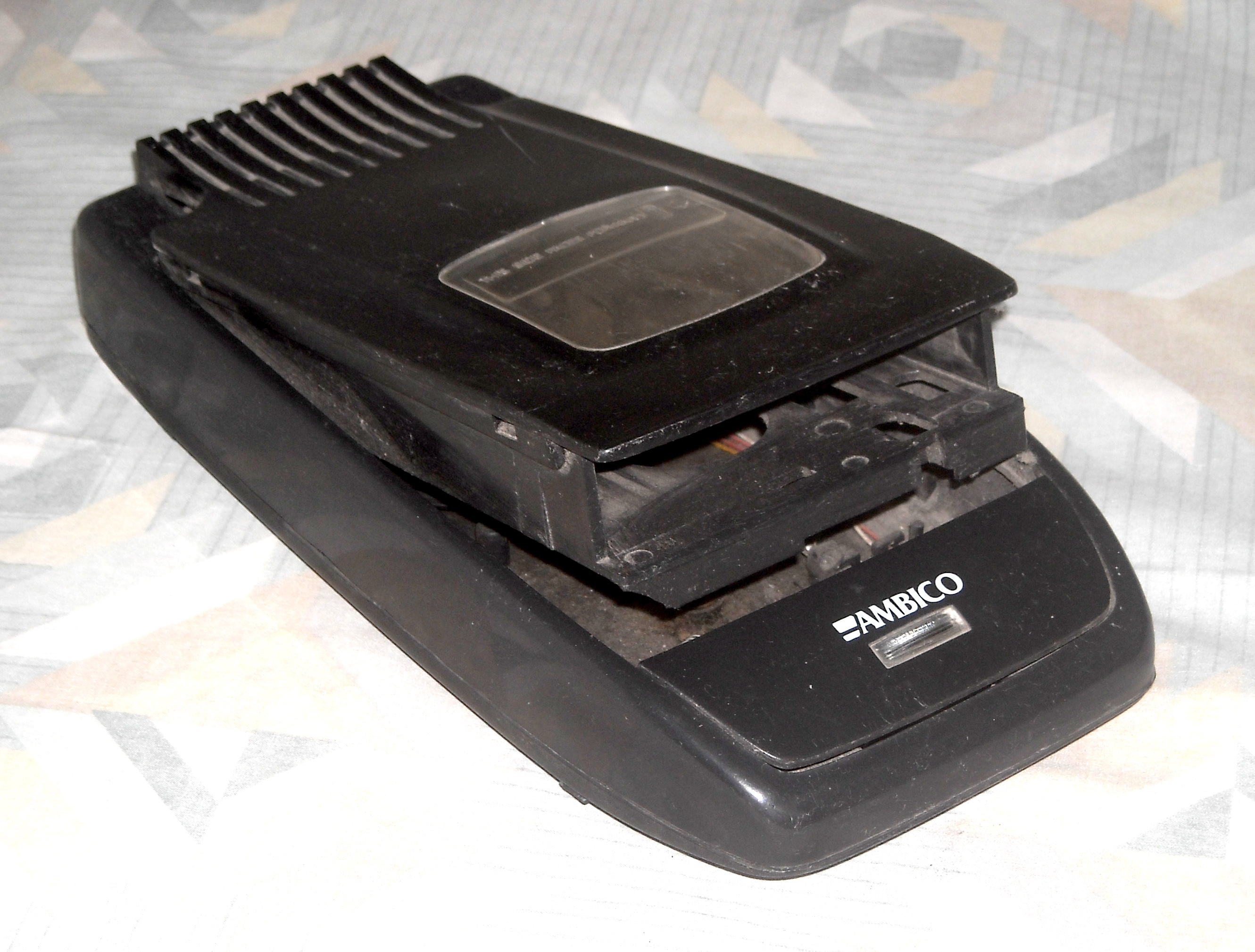
VHS迴帶機

VHS迴帶機也譯為倒帶機是一種電子設備，可以將VHS錄影帶放入，將錄影帶反向旋轉（倒帶）到最前面的位置。
錄影帶是以線性的方式儲存資料，因此若放映到最後面，需要將磁帶再卷到最前面才能播放，VHS迴帶機是專門進行錄影帶倒帶的設備，速度比錄影機的倒帶快很多，而且也避免錄影機磁頭的磨損，或是倒帶損壞錄影帶。

## 歷史
VHS迴帶機和Betamax迴帶機都是在錄影帶出現不久之後就出現的產物。因為當時認為錄影機在倒帶會時造成摺痕，若倒帶幾次之後，可能會傷害錄影帶。迴帶機可以平順的將錄影帶倒帶，而且速度比錄影機的倒帶速度快很多，用迴帶機倒帶也可以避免錄影機的磁頭磨損。
1993年時，電視雜誌編輯曾以問卷方式對電氣維護人員詢問，在日常操作錄影機時，哪些事對錄影機的傷害最大？答案是經常的將出租的錄影帶用錄影機倒帶，因此用迴帶機倒帶可以改善此一問題。
要將錄影帶倒帶到最前面時，可以將錄影帶放入迴帶機的開口中，再將開口往下壓，迴帶機的倒帶機構就會動作。（因為錄影帶本身結構正反面不對稱，有防呆機制，因此若方向不正確，無法放入迴帶機中。）迴帶機在側邊或是後方也有一個按鈕，若是卡帶時，可以按按鈕停止倒帶機構，並且將錄影帶取出。2013年6月時，只有少數的廠商還在生產迴帶機，例如Radio Shack。